# 格爾門

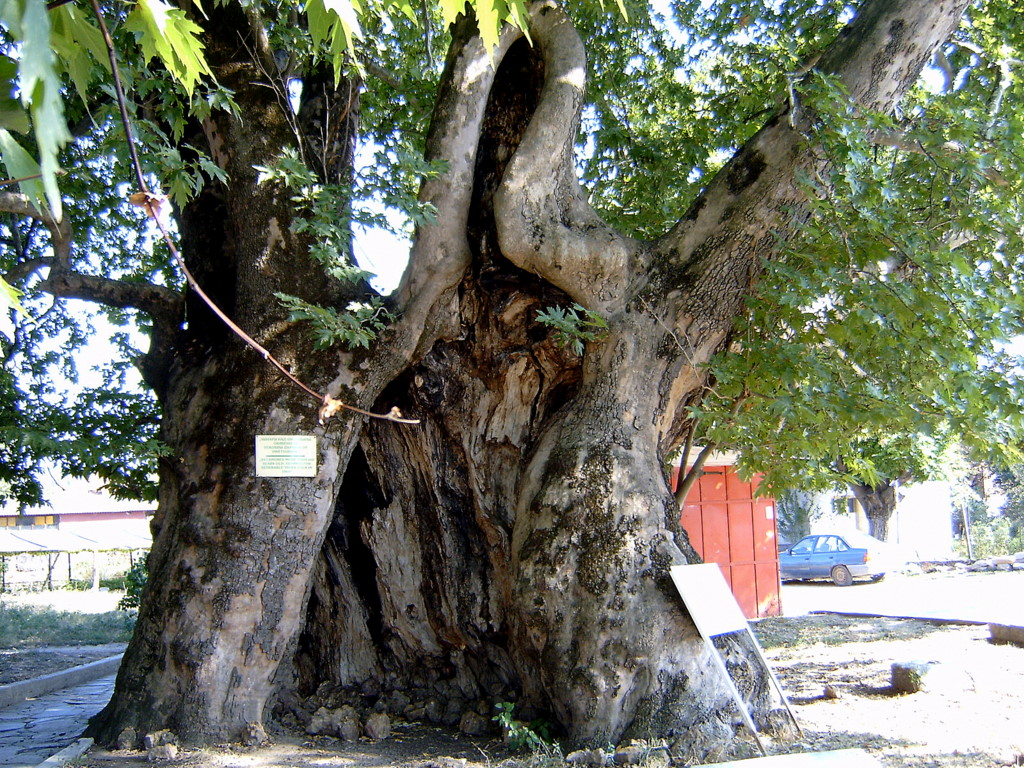

格爾門，是保加利亞的城鎮，位於該國西南面，處於羅多彼山脈，由布拉戈耶夫格勒州負責管轄，是格爾門市的首府，海拔高度605米，2015年人口1,846。